# Glycinát hlinitý
Glycinát hlinitý je komplex hliníku a glycinu, používaný jako antacidum.